# Liste verte de l'UICN

logo de l'UICN

La liste verte de l'UICN recense les aires protégées dont la gestion est efficace pour la sauvegarde des espèces et dont la gouvernance et la gestion respectent des standards établis par l'Union internationale pour la conservation de la nature (UICN), soit 17 critères dans 4 domaines : « bonne gouvernance, conception et planification robustes, gestion efficace et résultats effectifs en matière de conservation ». Elle vise à devenir une référence mondiale pour l'aménagement des aires protégées en promouvant les pratiques exemplaires. Mise en place en 2014, à l'occasion du congrès mondial sur les parcs à Sidney, elle contenait cinq ans plus tard (en septembre 2021), 59 sites dans le monde. Or les aires protégées représente le meilleurs outil pour assurer la survie de ces espèces menacées. Celles-ci ne sauraient être efficaces que si elle sont bien gérées.
La reconnaissance sur la liste verte de l'UICN peut servir d'indicateur de l'atteinte de l'objectif 3 du Cadre mondial de la biodiversité de Kunming à Montréal.

## Commission des aires protégées de l'UICN
La commission mondiale des aires protégées (WCPA selon l'acronyme anglais) a pour but de développer les aires protégées dans le monde entier, ainsi que de promouvoir les bonnes pratiques de gestion et la création de règlementations basées sur les connaissances scientifiques pour la protection de la nature. Cette commission regroupe potentiellement 2500 experts ressortissants de 140 nationalités. La commission comprend un groupe de spécialistes travaillant sur le programme de la liste verte des aires protégées.
Indépendamment du travail sur la liste verte, la commission mondiale des aires protégées recense les espaces naturels protégés du monde entier, les classe en différentes catégories numérotées de I à VI et précise les modalités de protection : règlementaires contractuelles ou basées sur l'acquisition foncière ou la reconnaissance par des conventions internationales. Enfin la commission établit un rapport sur les espaces naturels candidats à la distinction du patrimoine mondial de l'UNESCO.

## Critère et processus d'admission
Toute aire protégée peut postuler, quelle que soit sa catégorie UICN. L'évaluation de l'UICN est axée sur quatre piliers, dont le dernier comprend deux catégories (tableau ci-dessous).
| Nom                   | Définition |
| --------------------- | --- |
| Planification robuste | La planification doit mettre en avant les éléments naturels clés à protéger et prendre en compte les menaces qui pèsent sur eux sur le long terme. L'aire protégée doit également avoir été créée en impliquant les populations locales et les impacts socio-économiques de sa création sont connus.                                                         |
| Gouvernance équitable | Outre le fait que l'aire protégée doit être administrée conformément à la législation en vigueur, la gouvernance se doit d'être parfaitement transparente et d'impliquer les populations et acteurs locaux. Les plaintes, conflits ou griefs à l'encontre de l'aire sont analysés.                                                                           |
| Gestion efficace      | Il doit exister un document de gestion, celui-ci doit comprendre des mesures objectives de la réussite de la gestion et un système de surveillance et d'évaluation des actions. Les ressources naturelles, les critères sociaux, les menaces et les activités doivent être gérées. Enfin, les ressources en personnel et en budget doivent être suffisantes. |
| Résultats             | Bonne conservation de la nature |
| Résultats             | Équité sociale |

Les critères promus par la commission s'inspirent du Code des bonnes pratiques de l'ISEAL. Une phase pilote avait été mise en place en 2012 dans 8 pays pour 25 aires protégées, suivie, en 2015, par une consultation en ligne à laquelle ont répondu plus de 500 personnes. Une plateforme internet permet aux candidats et aux lauréats de partager leur expérience.

### Processus de candidature
La première phase est la mise en place d'un comité national qui sera chargé des évaluations, vient ensuite une phase où une consultation est ouverte pour adapter les critères en fonction de la législation nationale. Enfin les aires protégées peuvent poser leur candidature. Le candidat s'engage à atteindre les standards de la liste verte dans un délai de cinq ans. Le processus de certification peut s'étaler pendant toute cette période, pendant laquelle les sites sont régulièrement évalués. Ils bénéficient de l'appui technique des experts locaux de l'UICN. La certification est valable pour cinq ans, période au bout de laquelle une révision est effectuée.

### Candidature refusée
L’équipe d'experts ou le comité de la liste verte peuvent rejeter la candidature face au constat que le candidat n'a pas satisfait les exigences des standards agréés. Le représentant de l'aire protégée, après avoir répondu aux inquiétudes du comité et fourni les preuves additionnelles requises, peut alors présenter à nouveau sa candidature. Celle-ci doit se réaliser au maximum cinq ans après la première notice de refus. Hors de cette période, le candidat doit recommencer le processus de candidature. Toutes les informations fournies et les révisions ne peuvent être âgées de plus de deux ans avant la présentation de la nouvelle candidature.

## Listes des aires de la liste verte
La liste comprenait, en 2021, 59 sites répartis dans 16 pays : Australie, Chine, Colombie, Corée du sud, Égypte, Émirats arabes unis, Espagne, France, Italie, Jordanie, Kenya, Liban, Mexique, Pérou, Vietnam depuis 2020 et Suisse depuis 2021. Le 16 octobre 2024, douze nouveaux sites sont ajoutés à la liste, qui compte 87 sites dans 20 pays.

### Arabie saoudite
- Réserve à Bouquetins
- Réserve naturelle du Roi Salman (en)

### Australie
- Réserve naturelle de l'île Montague
- Parc national d'Arakwal
- Aire de conservation nationale du Cap Byron
- Parc national Warby-Ovens (en)

### Brésil
- Réserve marine d'extraction de Soure

### Chine
- Parc national de zones humide de Canton
- Réserve naturelle du lac Dongting-Est
- Réserve nationale du mont Fanjing
- Aire paysagère des Monts Huangshan
- Réserve naturelle nationale de Kunyushan, Shandong
- Parc national forestier de Longwanqun
- Parc national de Nanshan (Hunan)
- Parc national Qianjiangyuan (en)
- Réserve naturelle nationale de Changqing (en), Shaanxi
- Réserve naturelle nationale de Tangjiahe, Sichuan
- Parc géologique de Wudalianchi (Wudalianchi)
- Parc national de Wuyishan (pour la partie située dans la province de Jiangxi, uniquement)

### Colombie
- Parc national naturel Alto Fragua Indi-Wasi
- Parc national naturel de Chingaza
- Sanctuaire de la faune et de la flore de Galeras
- Parc national naturel de l'Île Gorgona
- Sanctuaire de faune et de flore de Guanentá Alto Río Fonce
- Parc national naturel Los Katíos
- Sanctuaire de la faune et de la flore de Malpelo
- Parc national naturel de Tatamá

### Corée du Sud
- Parc national du Jirisan
- Parc national d’Odaesan (en) qui comprend la montagne du même nom
- Parc national de Seoraksan (en) qui comprend la montagne du même nom

### Égypte
- Parc national de Ras Mohammed
- Wadi Al-Hitan

### Émirats arabes unis
- Al Marmoom Desert Conservation Reserve (en)
- Réserve de zones humides Al-Wathba
- Aire protégée insulaire de Sir Bu Nair

### Espagne
- Parc national de Doñana
- Parc national de la Sierra Nevada de Santa Marta

### France
Engagés en 2014 :
- Espace naturel sensible des marais d'Épisy, à proximité de Fontainebleau
- Parc national de la Guadeloupe
- Parc national des Pyrénées
- Parc naturel marin d'Iroise
- Réserve naturelle nationale de Cerbère-Banyuls

En 2018 :
- Réserve biologique intégrale Bois du Loch
- Parc marin de la Côte bleue
- Réserve naturelle nationale des Terres australes françaises
- Réserve nationale de chasse et de faune sauvage d'Orlu
- Parc naturel régional des Vosges du Nord

En 2019 :
- Parc national des Écrins
- Réserve biologique dirigée du Champ du feu
- Réserve biologique dirigée du Hochfeld
- Réserve de chasse et de faune sauvage de Donzère-Mondragon

En 2020 :
- Réserve naturelle nationale de l'île du Grand Connétable

En 2021 :
- Réserve biologique dirigée de la Coloraie du Volcan
- Réserve naturelle nationale des Contamines-Montjoie
- Site Natura 2000 du bassin du Drugeon
- Marais des basses vallées de l'Essonne et de la Juine
- Réserve naturelle nationale de Sainte-Victoire
- Réserve naturelle nationale du Haut-Giffre et des Aiguilles Rouges englobant les RNN suivantes : Aiguilles Rouges, Carlaveyron, Passy, Sixt-Passy et Vallon de Bérard
- Domaine de la Tour du Valat

En 2024 :
- Réserve biologique intégrale des Maures
- Parc naturel régional des Vosges du Nord
- Réserve naturelle régionale du Val-Suzon

### Italie
- Parc national du Grand-Paradis

En 2021 :
- Parc national de l'archipel toscan
- Parc national des forêts du Casentino, Monte Falterona, Campigna

### Jordanie
- Réserve forestière d'Ajloun (en)
- Réserve humide d'Azraq

### Kenya
- Zone de conservation de Ol Kinyei
- Zone de conservation de la nature de Lewa (en)
- Zone de conservation de Ol Pejeta (en)

### Liban
- Réserve naturelle du Chouf

### Malaisie
- Aire de conservation marine des îles Sugud (en)

### Mexique
- Parc national de la zone marine de l'archipel d'Espiritu Santo
- Parc national de Bahía de Loreto (en)
- Parc national Cabo Pulmo
- Réserve de biosphère de l'île San Pedro Martir
- Réserve de biosphère Selva el Ocote

### Pérou
- Réserve communale Amarakaeri
- Parc national Cordillera Azul
- Réserve communale Matsigenka (en)
- Réserve nationale Matsés (es)
- Sanctuaire national Megantoni (es)

### Suisse
- Parc national suisse

### Vietnam
- Réserve naturelle de Van Long
- Parc national de Cát Tiên

### Zambie
- Parc national Nsumbu (en)